# Mielno Stargardzkie
Mielno Stargardzkie (niem. Groß Mellen) – uroczysko – dawna miejscowość w Polsce, której dawne obszary znajdują się w województwie zachodniopomorskim, w powiecie drawskim, w gminie Kalisz Pomorski.
Miejscowość była położona 3 km na południowy wschód od Czertynia.
W latach 40. XX w. siedziba gminy Mielno Stargardzkie w powiecie stargardzkim w woj. szczecińskim. Wieś zlikwidowano pod koniec lat 40. dla potrzeb Poligonu Drawskiego. We wsi pozostały jedynie ruiny średniowiecznego mieleńskiego kościoła. Siedzibę gminy Mielno Stargardzkie przeniesiono do Ciemnika; a jednostka według stanu z 1 lipca 1952 gmina składała się już zaledwie z 2 gromad: Ciemnik i Czertyń.